# The Future Kings of England (band)
The Future Kings of England is een Britse  muziekgroep. Zij spelen progressieve rock in de stijl van Pink Floyd en Genesis uit de beginjaren 70. Vanaf het jaar van hun eerste boreling verschenen onregelmatig albums. Thuishaven is Ipswich.

## Musici
- Ian Fitch – gitaren
- Karl Mallet – basgitaar
- Steve Mann – toetsinstrumenten
- Simon Green – slagwerk

## Discografie
- 2003: 10:66 (EP)
- 2005: The future kings of England (Heruitgave 2008)
- 2007: The fate of old mother Orvis
- 2009: The viewing point
- 2011: Who is this who is coming?